# Marquesado de Altamira de Puebla
El marquesado de Altamira de Puebla es un título nobiliario español otorgado por el rey Felipe V, el 24 de mayo de 1710, con la primitiva denominación de "Marquesado de Altamira", a favor de Bartolomé Ortiz de Casqueta y Ballesteros, caballero de la Orden de Santiago, Alférez Mayor de Puebla, Virreinato de Nueva España (hoy México).
El título fue rehabilitado en 1956, con la actual denominación, por el jefe del estado Francisco Franco, a favor de Joaquín Manglano y Cucaló de Montull.
El actual titular, desde 2018, es Gonzalo Manglano de Garay, IV marqués de Altamira de Puebla.

## Marqueses de Altamira de Puebla
|                                                        | Titular                                   | Periodo                      |
| Creación por el rey Felipe V                           | Creación por el rey Felipe V              | Creación por el rey Felipe V |
| ------------------------------------------------------ | ----------------------------------------- | ---------------------------- |
| I                                                      | Bartolomé Ortiz de Casqueta y Ballesteros | 1710-?                       |
| Rehabilitación por el Jefe del Estado Francisco Franco |                                           |                              |
| II                                                     | Joaquín Manglano y Cucaló de Montull      | 1956-1957                    |
| III                                                    | Gonzalo Manglano y Baldoví                | 1957-2018                    |
| IV                                                     | Gonzalo Manglano de Garay                 | 2018-actualidad              |

## Historia de los marqueses de Altamira de Puebla
- Bartolomé Ortiz de Casqueta y Ballesteros, I marqués de Altamira de Puebla, caballero de la Orden de Santiago, alférez mayor de Puebla, en el virreinato de Nueva España.
- Se casó, en Puebla de los Ángeles, Nueva España, con Ana Rivera Basconsuelos.

Rehabilitado en 1956, con la actual denominación, a favor de:
- Joaquín Manglano y Cucaló de Montull (1892-1985), II marqués de Altamira de Puebla,  VI  conde del Burgo de Lavezaro, XVIII barón de Llaurí, grande de España, XIII barón de Alcalalí y San Juan de Mosquera, II barón de Beniomer, XV barón de Cárcer, caballero de la Orden de Montesa, presidente de la Real Hermandad del Santo Cáliz de Valencia, miembro del Real Cuerpo de Nobleza de Cataluña. Político tradicionalista valenciano: presidente de la Junta Tradicionalista del Reino de Valencia, diputado a Cortes (1919-1920 y 1933-1936), procurador en Cortes (1943 y 1952-1967), alcalde de Valencia (1939-1943). Doctor en Derecho y en Filosofía y Letras.

Casó, en 1922, con María del Pilar Baldoví y Miquel (1902-1999). De dicho matrimonio nacieron cinco hijos:
1. Joaquín Manglano y Baldoví, (1923-2011), VII  conde del Burgo de Lavezaro, XIX barón de Llaurí, grande de España, XV barón de Alcalalí y San Juan de Mosquera, IV barón de Beniomer, IV Barón de Vallvert, Decano de la Soberana Orden Militar de Malta en España, Comendador de la Orden al Mérito Melitense. Casó, en 1961, con María del Dulce Nombre de Puig y Fontcuberta, con quien tuvo cinco hijos: a) Verónica Manglano de Puig (n.1962), XX baronesa de Llaurí; b) Joaquín Manglano de Puig (n.1963) VII  conde del Burgo de Lavezaro; c) Marta Manglano de Puig (n.1966), V baronesa de Beniomer; d) Cristina Manglano de Puig (n.1970), V Baronesa de Vallvert; y e) Carmen Manglano de Puig (n.1976).
2. Gonzalo Manglano y Baldoví (n.1926), que sigue.
3. Luis Manglano y Baldoví (n.1930), XVI barón de Cárcer, Caballero de Honor y Devoción de la Soberana Orden Militar de Malta. Ingeniero Agrónomo.
4. Javier Manglano y Baldoví (n.1932-1979), III barón de Beniomer, Caballero en Obediencia de la Soberana Orden Militar de Malta. Abogado. Soltero, sin sucesión.
5. Vicente Manglano y Baldoví (n.1933-1990), XIV barón de Alcalalí y San Juan de Mosquera; Caballero de Honor y Devoción, y Gran Cruz, de la Soberana Orden Militar de Malta. Doctor en Medicina. Soltero, sin sucesión.

En el Marquesado de Altamira de Puebla, le sucedió, en 1957, por cesión inter vivos, su hijo:
- Gonzalo Manglano y Baldoví (n.1926), III marqués de Altamira de Puebla, Caballero de Honor y Devoción de la Soberana Orden Militar de Malta. Abogado.

Casó en 1970 con Sylvia de Garay y Rodríguez-Bauzá (n. 1943-2014). Dos hijos: Gonzalo y Pablo.
- Gonzalo Manglano de Garay, IV marqués de Altamira de Puebla.  Actual titular.